# Katadiopterski teleskop
Katadiopterski su za skupljanje svjetlosti koriste sustav leća i zrcala. Takva konstrukcija omogućava veliku žarišnu daljinu unutar relativno kratke optičke cijevi. Ovisno o položajima leća i zrcala postoje mnoge vrste katadioptera. U amaterskoj astronomiji najčešće se koriste Schmidt-Cassegrain, Maksutov-Cassegrain te Ritchey-Chretien. Najveći svjetski teleskopi su većinom katadiopteri. Svemirski teleskop Hubble je katadiopter tipa ritchey-chretien.

## Rani katadiopterski sustavi
Katadiopterska rješenja bila su prisutna u mnogim ranim optičkim sustavima koji su se pojavili u ranom 19. stoljeću. U razvoju kadatiopterskih tehnologija na prvom mjestu bili su francuski fizičari i inženjeri. Augustin-Jean Fresnel je u 1820-tim razvio nekoliko svjetioničkih reflektora koji su rabili katadiopterske sustave.Léon Foucault razvio je katadiopterski mikroskop 1859. godine radi poboljšanja kvalitete slike posebno kod visokih povećavanja. Alphonse Mangin je 1876. godine, izumio je posebni konkavni stakleni reflektor koji nosi njegovo ime Manginovo ogledalo. Ovaj reflektor ima dvije staklene površine koje su imale različite polumjere. Ova staklene površine s različitim radijusima omogućavalo je ispravljane iskrivljivanja slike sferičnog ogledala. Stražnji dio zadnje staklene površine ima tanki srebreni. Ovaj skup staklenih površina i srebreni namaz na stražnjem staklu dovodi to toga da svjetlosni val(zraka) prolazi kroz stakla dva puta, i tako ovaj sustav postaje u stvari kao sustav s tri leće.

## Katadiopterski teleskopi
- Svjetlosni put u Schmidt-Cassegrainu.
- Svjetlosni put u Maksutov-Cassegrainu.
- Svjetlosni put u Argunov-Cassegrainu.

## Fotografski objektivi s katadiopterskim lećama
- Primjer bokeha proizveden katadioptričnim lećama, iza svjetla u fokusu.
- 500 mm katadiopterske leće postavljene na fotoaparat Yashica FX-3.
- Argunov-Cassegrain.